# Tatort: Endspiel
Endspiel ist ein Fernsehfilm aus der Kriminalreihe Tatort der ARD und des ORF. Der Film wurde unter der Regie von Ciro Cappellari von Radio Bremen produziert und am 20. Mai 2002 im Programm Das Erste zum ersten Mal gesendet. Für Kriminalhauptkommissarin Inga Lürsen (Sabine Postel) ist es der 7. Fall, in dem sie ermittelt, und für Kriminalkommissar Stedefreund (Oliver Mommsen) der 2. Fall, den er zusammen mit Inga Lürsen zu lösen hat.

## Handlung
Im Duschraum des Amateurclubs FC Bremen wird der Trainer Detlev Günther tot aufgefunden. Hauptkommissarin Lürsen und ihr Partner Stedefreund werden zum Fundort gerufen, der sehr wahrscheinlich auch der Tatort ist. 
Kurz vor dem Aufstieg in die nächsthöhere Liga ist das für den Verein ein harter Schlag. Günther war aber ein sehr autoritärer Trainer und hatte besonders mit den farbigen Spielern Probleme, die sich nicht so einfach unterordnen wollten. Schnell wird Jesiah Kumono verdächtigt, da er mit dem Opfer am Vortag eine massive Auseinandersetzung hatte. Nach Aussagen der Mitspieler wollte er Jesiah entlassen, was für den gebürtigen Ghanaer ein massiver Einschnitt werden würde. Andererseits hatte auch der Trainer selbst keinen guten Stand im Verein und der Präsident trug sich mit dem Gedanken, ihn zu entlassen. Lürsen hat den Eindruck, dass das ganze Klima innerhalb der Mannschaft, die bunt aus verschiedenen Nationalitäten zusammengesetzt scheint, nicht sehr harmonisch ist. Entsprechend war der Trainer mit seiner rassistischen Haltung bei keinem der Spieler beliebt, zumal er sie mit einer speziellen Motivationstechnik zu Höchstleistungen zwang.
Stedefreund findet heraus, dass Florian Hinderksen, der Sohn des Vereinspräsidenten, homosexuell ist. Er vermutet, dass der Trainer das herausgefunden hat und Hinderksen damit unter Druck gesetzt hatte. Als die sichergestellten Faserspuren, die am Opfer gefunden wurden mit denen von Hinderksens Trikot übereinstimmen, nehmen Lürsen und Stedefreund den Fußballer fest. Gegenüber seinem Freund Jesiah hatte er kurz zuvor geäußert, dass er am Tatabend den Trainer zur Rede stellen wollte. Er suchte ihn beim Duschen auf, um ihm zu erklären, dass er Jesiah nicht entlassen solle. Dabei hatte der Trainer ihn wegen seiner Homosexualität so provoziert, dass Hinderksen ihn im Affekt gegen die Wand stieß, Dabei wurde er tödlich verletzt.

## Hintergrund
Der Film wurde von Radio Bremen und Degeto unter dem Arbeitstitel Freistoss produziert und in Bremen, Verden (Aller), Oyten und der Umgebung von Bremen gedreht. Die Fußballszenen wurden mit Unterstützung von Werder Bremen und FC Oberneuland gedreht.

## Rezeption

### Einschaltquoten
Die Erstausstrahlung von Endspiel am 20. Mai 2002 wurde in Deutschland insgesamt von 5,63 Millionen Zuschauern gesehen und erreichte einen Marktanteil von 18,40 Prozent für Das Erste.

### Kritik
Tilmann P. Gangloff findet diesen Tatort bei tittelbach.tv schlichtweg langweilig und schreibt: „Der Jubiläums-‚Tatort – Endspiel‘ ist alles andere als ein Highlight in der Krimi-Oberliga. Ein mäßig inszenierter Film mit sozialkritischem Impetus und einer blassen Inga Lürsen. Leider steht Sabine Postel ihrer Figur in nichts nach. Gut, dass wenigstens Mommsens Stedefreund an Format gewinnt.“
Die Kritiker der Fernsehzeitschrift TV-Spielfilm beurteilen diesem Tatort mittelmäßig: „Nach tollem Auftakt vernuschelt alles in politisch korrekten Plattitüden.“ Fazit: „Viel Anspruch, kaum Spannung: Eigentor.“